# Кечичма
Кечичма — река на северо-западе Камчатского края в России.
Длина реки — 68 км, площадь водосборного бассейна — 893 км². Протекает по территории Пенжинского района Камчатского края. Впадает в Охотское море.
Языковое происхождение гидронима лингвистами не установлено.

## Данные водного реестра
По данным государственного водного реестра России относится к Анадыро-Колымскому бассейновому округу. Код объекта в государственном водном реестре — 19100000112120000054904.